# Jacqueline Irles
Jacqueline Irles, née le 24 mai 1957 à Perpignan (Pyrénées-Orientales), est une femme politique française.
Membre de l'Union pour un mouvement populaire, Jacqueline Irles est élue députée le 17 juin 2007, pour la XIIIe législature (2007-2012), dans la 4e circonscription des Pyrénées-Orientales en battant, au deuxième tour, Pierre Aylagas (PS) avec 50,25 % des suffrages. Elle succède ainsi à Henri Sicre (PS) qui ne se représentait pas. Elle perd son mandat de député lors des élections du 17 juin 2012 au profit son rival socialiste.

## Mandats

### Mandats actuels
- Maire de Villeneuve-de-la-Raho depuis 2001[1].

### Anciens mandats
- Maire et conseillère municipale :
  - 18/06/1995 - 30/03/1999 : conseillère municipale de Villeneuve-de-la-Raho[1] ;
  - 30/03/1999 - 18/03/2001 : adjointe au maire de Villeneuve-de-la-Raho[1] ;
  - 19/03/2001 - 09/03/2008 : maire de Villeneuve-de-la-Raho[1] ;
- Députée :
  - 20/06/2007[1] - 19/06/2012 : députée de la 4e circonscription des Pyrénées-Orientales